# Vincenzo Grillo
Vincenzo Grillo (Genova, 20 ottobre 1973) è un fisico italiano.

## Biografia
Vincenzo Grillo ha studiato all'Università di Genova. Ha conseguito un dottorato all'Università di Parma nel campo della microscopia elettronica e ha collaborato con l'università di Erlangen. Nel 2001 è stato visiting scientist presso il Tokyo Institute of Technology lavorando sulla catodoluminescenza in TEM. Lavora dal 2003 all'INFM, confluito dal 2006 nel CNR. Nel 2008 si è trasferito dal laboratorio TASC di Trieste al laboratorio S3-NANO di Modena: in entrambi i centri ha sviluppato metodologia innovativa TEM – STEM, pubblicando il primo uso quantitativo della tecnica STEM con rivelatore HAADF per analisi chimiche. A questo scopo ha sviluppato la prima implementazione di calcolo parallelo delle simulazioni STEM.
Ora studia i fasci a vortice e in generale la generazione olografica di fasci elettronici, lui e il suo gruppo sono ora tra i gruppi leader a livello mondiale in questo settore per il loro lavoro sull'ottica basata sui MEMS, sugli ologrammi di fase, sui fasci a vortice, sull'accoppiamento spin-orbita in un TEM e sul beam shaping basato sull'interazione luce-elettrone. Il gruppo di ricerca creato a Modena da Vincenzo Grillo è ora tra i gruppi leader mondiali nel campo degli ologrammi di fase, dei fasci a vortice giganti e della teoria dell'accoppiamento spin-orbita nei vortici.
Nel 2015 è stato visiting researcher presso l'Università dell'Oregon. Nel 2016 ha ricevuto il premio Bessel della fondazione Humboldt per il suo lavoro sul beam shaping. Dal 2017 al 2021 è stato coordinatore scientifico del progetto Q-Sort.
Nel 2023 Grillo è stato insignito del prestigioso premio Ernst Ruska, il più importante e a livello europeo nel campo della microscopia elettronica, per i suoi risultati pionieristici nell'avanzamento dei confini dell'ottica elettronica quantistica e nello sviluppo di tecniche e strumentazioni metodologiche. Ha infatti utilizzato tecniche di nanofabbricazione specializzate per modellare fasci di elettroni e strutturare onde di elettroni, dove ha avviato un'originale attività teorica per le simulazioni di modellamento di fasci di elettroni basata sulla prima simulazione multi-slice di scattering di elettroni basata sull'equazione di Pauli.